# هاشم يحيى الملاح
هاشم يحيى الملاح مؤرخ واستاذ في جامعة الموصل متخصص بالتاريخ العربي الإسلامي.

## نشأته ودراسته
ولد المؤرخ الأستاذ الدكتور هاشم يحيى الملاح في مدينة الموصل سنة 1940، وأكمل دراسته الابتدائية والمتوسطة والإعدادية فيها ثم التحق بكلية الحقوق /جامعة بغداد وتخرج منها سنة 1962.. وفي سنة 1963 حصل على دبلوم الدراسات العليا في الشريعة الإسلامية من كلية الحقوق /جامعة القاهرة، وبعدها على دبلوم الدراسات العليا في القانون العام من الكلية ذاتها سنة 1964. وسافر إلى المملكة المتحدة والتحق بجامعة سانت اندروز وحصل على الدكتوراه سنة 1971 وكان عنوان أطروحته التي تقدم بها: ((نظام حكومة الرسول (ص) في المدينة (( The Governmental System of the prophet Mohammed ))
وتعد أول دراسة مقارنة في النظم الإسلامية والقانون الدستوري.
قبل سفره إلى المملكة المتحدة بقليل، عين مدرسا مساعدا في معهد المحاسبة العالي / جامعة الموصل سنة 1965 ورقي إلى مرتبة مدرس سنة 1968 وبعد عودته من المملكة المتحدة وهو يحمل الدكتوراه نقل إلى قسم التاريخ بكلية الآداب ( هيئة الانسانيات كما كانت تسمى في حينه ) إلى مرتبة أستاذ مساعد في الأول من أيلول سنة 1972. وفي الأول من أيلول سنة 1977 أصبح أستاذا.
طوال المدة من سنة 1966 و1977 شغل مناصب عديدة ابتدأها بمنصب معاون مدير معهد المحاسبة العالي في جامعة الموصل (12 آذار 1966)، واخرها مستشار لوزارة التعليم العالي والبحث العلمي بين 5 تشرين الثاني 1977 و1 تشرين الأول 1978.. وبين هذين المنصبين أصبح مرة رئيسا لجامعة الموصل وكالة بين 30 كانون الثاني 1977 و2 تشرين الثاني 1977.. ولم يقتصر نشاطه على الجانب البحثي والإداري، بل اختير منذ الأول من حزيران 1996 ليكون عضوا في المجمع العلمي العراقي.. كما كان عضوا في مجلس أمناء بيت الحكمة (2000 ـ2003).. وعندما قررت جامعة الموصل سنة 1986 إصدار أول موسوعة حضارية عن الموصل، وقع الاختيار عليه ليكون رئيسا لتحريرها وقد عملت معه في عضوية هيئة التحرير ومسؤولية قسم التاريخ الحديث والمعاصر وأنجزت الهيئة الموسوعة بخمسة مجلدات سنة 1992.. وتعد اليوم من ابرز الموسوعات التي صدرت في الوطن العربي في القرن العشرين، خاصة وأنها كانت موسوعة عامة شاملة أسهم في تحريرها أكثر من (60) أستاذا وباحثا.

## مؤلفاته
أصدر الأستاذ الدكتور هاشم الملاح كتبا عديدة لعل من أبرزها:
1. الإمام علي بن أبي طالب رجل المثل والمباديء، ( بغداد 1988)
2. موقف اليهود من العروبة والإسلام، ( بغداد 1988)
3. دراسات في فلسفة التاريخ (بالمشاركة مع آخرين)( الموصل 1988)
4. الوسيط في السيرة النبوية والخلافة الراشدة ( الموصل 1991)
5. الوسيط في تاريخ العرب قبل الإسلام ( الموصل 1994)
6. الوسيط في السيرة النبوية، ( عمان 2000)
7. حكومة الرسول محمد (ص)، ( بغداد 2004)
8. المفصل في فلسفة التاريخ،( بغداد 2005)
9. الحسبة في الحضارة الإسلامية. القاهرة 2006
ومن الموسوعات والكتب التي أسهم في تحريرها:
1. موسوعة الموصل الحضارية الموصل 1992
2. موسوعة حضارة العراق بغداد 1985
3. العراق في التاريخ بغداد 1983
4. موسوعة الجيش والسلاح بغداد 1988
5. العراق في مواجهة التحديات الحضارية بغداد 1988
6. أعمال ندوة النظم الإسلامية، أبو ظبي (الإمارات العربية) 1984
7. القدس في الخطاب المعاصر، عمان 1998
8. موسوعة الحضارة الإسلامية، عمان 1993
9. كتاب الحضارة، بغداد 1997
10. موسوعة مدينة تكريت الحضارية، بغداد 1997
11. التراث والنهضة، بغداد 1999
12. كتب الأنساب مصدرا لكتابة التاريخ، (بغداد، المجمع العلمي) 2000
13. الهوية العربية عبر حقب التاريخ، بغداد، المجمع العلمي) 1997
14. القومية العربية والمستقبل ( بغداد المجمع العلمي) 1998
15.موسوعة مدينة تكريت، (بغداد 1997 )
16.المرجع في تاريخ الامة العربية، (تونس 2005 )
17.موسوعة اعلام العرب والمسلمين (تونس 1999 )

## بحوثه
أما بحوثه ودراساته العلمية التي نشرها فقد بلغت قرابة 75 بحثا في مجالات التاريخ العربي الإسلامي والحضارة الإسلامية وبخاصة في مجالات دراسة السيرة النبوية وتاريخ العرب قبل الإسلام والفكر العربي الإسلامي وهي منشورة في مجلات أكاديمية متنوعة في داخل العراق وخارجه أهمها: مجلة آداب الرافدين، ومجلة المجمع العلمي العراقي، ومجلة كلية الدراسات الإسلامية، ومجلة آداب المستنصرية، ومجلة كلية الآداب ـ بغداد ومجلة المؤرخ العربي، ومجلة دراسات في التاريخ والآثار ومجلة آفاق عربية، ومجلة الإكليل في صنعاء (اليمن)، ومجلة العرب (الرياض)، ومجلة بين النهرين، ومجلة دراسات تاريخية، ومجلة دراسات فلسفية، ومجلة اتحاد الجامعات العربية، وغيرها وأية مراجعة لموضوعات هذه البحوث نجد أنها تدور حول محاور في النظم الإدارية والدستورية والفكرية العربية الإسلامية ويمكن هنا أن نشير إلى بعض عناوين بحوثه وأبرزها:
( دولة المدينة بين أثينا ومكة) ( نشأة وتطور مفهوم الدولة في الفكر الإسلامي)، (الوحي وصلته بالقرآن والسنة)، ( الاجتهاد في أمور العقيدة ) ،
( وسائل تداول السلطة في الدولة العربية الإسلامية )، ( دور الرسالة الإسلامية في تحقيق الوحدة العربية )، ( العقل والتقدم الحضاري)، ( نظريات السيادة وتطور أنظمة الحكم في العراق)، ( الإسلام والحجر الأسود )، ( الانبعاث الحضاري بين توينبي وجار ودي)، ( جهاد عمر المختار)، ( توينبي والوحدة العربية )
اشرف على أكثر من خمسين رسالة وأطروحة ماجستير ودكتوراه في مجال الدراسات التاريخية والحضارية والقانونية في كليات الآداب والقانون في جامعة الموصل، وبغداد، والمستنصرية والبصرة. وقد التحق معظم الطلبة الذين اشرف عليهم بالهيئات التدريسية في الجامعات العراقية والعربية، ووصل بعضهم إلى مرتبة الأستاذية.

## فلسفته
وفيما يتعلق برؤيته الفلسفية والمنهجية للتاريخ فانه يلتزم في دراسته للتاريخ بالمنهج العلمي التقدمي التزاما صارما. وهو يرى أن من واجب المؤرخين أن يعملوا بأقصى طاقتهم من اجل الارتفاع بالدراسات التاريخية إلى مستوى ((العلم)) بمفهومه الشائع في ميدان الدراسات الاجتماعية ( على الأقل) ومن هنا، فانه ينبغي على المؤرخين أن يكونوا ( موضوعيين) في عملهم، وان يحذروا من إسقاط منظورهم الخاص على الماضي، لان المؤرخ الحق هو الذي يسعى للنظر إلى الماضي بعين الماضي.
كما يرى بأن على المؤرخين ان يتعاملوا مع الروايات التاريخية، التي دون على أساسها التاريخ الإسلامي في الماضي، بروح الحذر الشديد لأنه قد دخل على هذه الروايات كثير من التحريف، والمبالغة، والوضع. لذا كان على المؤرخ المعاصر أن يكون خبيرا في نقد المصادر التي يستعملها وان يسعى للتمييز بين الغث والسمين قبل أن يكتب مؤلفاته ودراساته.
وقد أوضح الدكتور الملاح في كتابه المفصل في فلسفة التاريخ أن معظم الفلسفات التي ظهرت في الغرب في مجال دراسة التاريخ هي فلسفات (تأملية) تعبر عن اجتهادات أصحابها ولم ترق، على الرغم من أهمية بعضها، إلى مستوى الفلسفات العلمية التي يصح الاعتماد عليها في كتابة التاريخ.. لذا فقد توصل إلى انه لم تظهر لحد ألان فلسفة متفق عليها بين المؤرخين لكتابة التاريخ. ومن ثم فان طريق البحث والاجتهاد وما زال مفتوحا في هذا المجال، وسيستمر كذلك لفترة طويلة من الزمن. ويعتقد الدكتور الملاح أن الباحثين في بعض العلوم الاجتماعية الأخرى كعلم الاجتماع، والاقتصاد، والآثار، قد سبقوا المؤرخين منهجيا وعلميا في هذا المجال لذا فانه يرى ان على المؤرخين ان يستفيدوا من الجهود الريادية لهؤلاء الباحثين وان يسعوا بأقصى طاقتهم لتطوير منظورهم ومنهجهم في كتابة التاريخ.

## وصلات خارجية
- مدونة الدكتور إبراهيم العلاف